# 古川年巳
古川 年巳（ふるかわ としみ、男性、1953年2月22日 - ）は、日本の料理研究家。福岡県出身・在住、血液型O型。中村学園大学卒業。

## 略歴・人物
- 大学で栄養学を学んだ後、土井勝の下で10年に渡り修行を積む。母校やカルチャースクールでの講師活動を経て、自ら「古川クッキングスクール」を立ち上げ、現在も校長を務める。
- その傍ら、地元福岡のテレビ番組の料理コーナーにレギュラー出演。番組では常に博多弁丸出しのトークを展開している。

## 出演番組
- 朝ドキッ!九州（福岡放送、出演は水曜日）
- 今日感テレビ（RKBテレビ、出演は金曜日）
前身番組『夕方どんどん』時代から出演している。

## 著書
- 古川年巳のつくりんしゃい食べんしゃい（2000年、家の光協会）
- 古川年巳のゴハンのじかん（2004年、RKB毎日放送）